# Мамай (безпілотний надводний апарат)
Мамай — український ударний безпілотний надводний апарат (БНА), розроблений Службою безпеки України під час повномасштабного російського вторгнення в Україну. БНА цього типу брали активну участь у битві за Чорне море та завдали ушкоджень кільком російським кораблям.
«Мамай» є дроном одноразової дії та знищується при атаці. За заявами СБУ, цей безпілотник зі швидкістю 110 км/год є найшвидшим об'єктом у Чорному морі.

## Історія
Першим бойовим застосуванням стала атака вночі проти 4 серпня 2023 року на великий десантний корабель «Оленегорский горняк» в акваторії Новоросійська.
Уночі проти 5 серпня 2023 року поблизу Керченського мосту атаки цим самим типом БНА зазнав нафтоналивний танкер «Сіг», що належить до «примарного флоту» Росії.

## Характеристики
Заявлені характеристики:
- Максимальна швидкість: 110 км/год [2]
- Маса бойової частини: 450 кг [7]